# Jon van Rood
Johannes Joseph ("Jon") van Rood (Scheveningen, 7 april 1926 – Leeuwarden, 21 juli 2017) was een Nederlandse immunoloog. Hij was een van de oprichters van Eurotransplant.

## Leven en werk
Van Rood was de zoon van architect Albert Hendrik van Rood en jonkvrouw Anna Marina Adriana Röell. Kunstschilder Bob Bruijn was zijn stiefvader. Katinka van Rood was een halfzus van Jon van Rood.
In 1944 ging Van Rood geneeskunde studeren aan de Rijksuniversiteit Leiden, waar hij in 1962 promoveerde. Als onderzoeker was hij vooral geïnteresseerd in het immuunsysteem, onder meer de diversiteit van de antigeen-presenterende eiwitten (HLA’s). In zijn eerste onderzoeken naar afstoting liet hij stukjes huid van collega's op zijn eigen arm transplanteren. Van Rood was een van de oprichters van Eurotransplant, een organisatie voor orgaandonatie. Hij werkte in 1966 mee aan de eerste Nederlandse niertransplantatie en was in 1968 betrokken bij de eerste beenmergtransplantatie. Van 1966 tot 1991 was Van Rood hoogleraar aan de Rijksuniversiteit Leiden.
Van Rood ontving vele prijzen en eredoctoraten. In 1978 kreeg hij de Wolfprijs voor geneeskunde, samen met Jean Dausset en George Davis Snell.
Van Rood overleed in 2017 op 91-jarige leeftijd.

## Jon J. van Rood Centrum

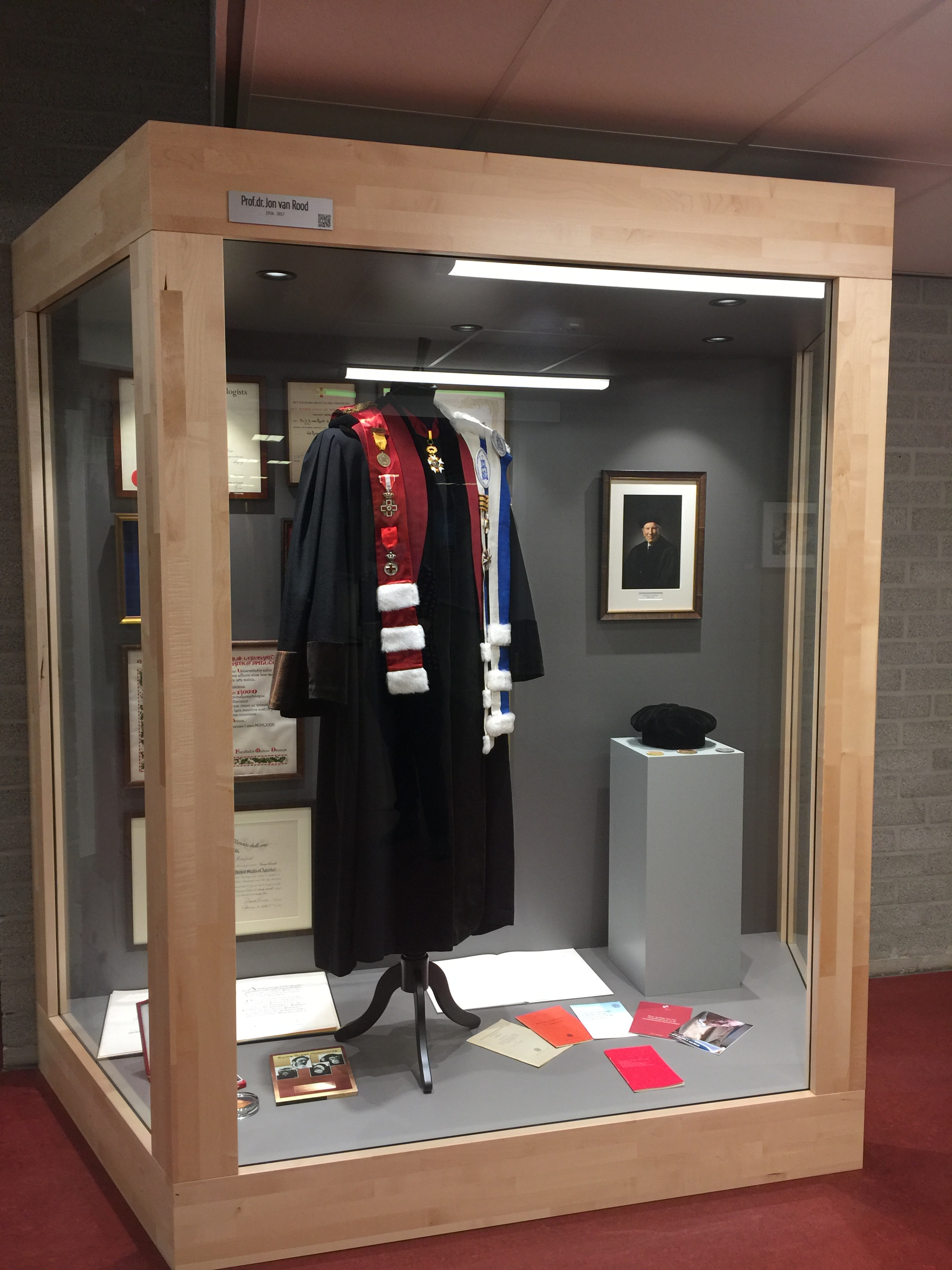
Herdenkingsvitrine voor Van Rood (LUMC, 2021)

In mei 2010 werd bij het Leids Universitair Medisch Centrum het Jon J. van Rood Centrum voor Klinisch Transfusiegeneeskundig Onderzoek geopend. Dit centrum houdt zich bezig met onderzoek en onderwijs binnen de transfusie- en transplantatiegeneeskunde.

## Publicaties (selectie)
- Johannes Joseph van Rood: Leucocyte grouping. Den Haag, 1962 (Proefschrift Rijksuniversiteit Leiden) (Fulltext)
- J.J. van Rood: Immuno-haematologie : contradictie of symbiose?. Leiden, 1966 (Oratie Rijksuniversiteit Leiden)
- Jon J. van Rood: "Over het onbevoegd uitoefenen van de klinische immunologie en andere zaken". Leiden, 1991 (Afscheidscollege Universiteit Leiden)